# العلاقات الجيبوتية الليبية
العلاقات الجيبوتية الليبية هي العلاقات الثنائية التي تجمع بين جيبوتي وليبيا.

## مقارنة بين البلدين
هذه مقارنة عامة ومرجعية للدولتين:
| وجه المقارنة                                              | جيبوتي                    | ليبيا                                       |
| --------------------------------------------------------- | ------------------------- | ------------------------------------------- |
| المساحة (كم2)                                             | 23.20 ألف                 | 1.76 مليون                                  |
| عدد السكان (نسمة)                                         | 956.99 ألف                | 6.37 مليون                                  |
| الكثافة السكانية (ن./كم²)                                 | 41.25                     | 3.62                                        |
| العاصمة                                                   | جيبوتي                    | طرابلس                                      |
| اللغة الرسمية                                             | لغة فرنسية، اللغة العربية | اللغة العربية، اللغة العربية الفصحى الحديثة |
| العملة                                                    | فرنك جيبوتي               | دينار ليبي                                  |
| الناتج المحلي الإجمالي (بليون دولار)                      | 1.84 مليار                | 50.98 مليار                                 |
| الناتج المحلي الإجمالي (تعادل القوة الشرائية) بليون دولار | 3.10 مليار                | 69.32 مليار                                 |
| الناتج المحلي الإجمالي الاسمي للفرد دولار أمريكي          | 1.95 ألف                  |                                             |
| الناتج المحلي الإجمالي للفرد دولار أمريكي                 | 3.27 ألف                  | 15.60 ألف                                   |
| مؤشر التنمية البشرية                                      | 0.470                     | 0.724                                       |
| رمز المكالمات الدولي                                      | +253                      | +218                                        |
| رمز الإنترنت                                              | .dj                       | .ly                                         |
| المنطقة الزمنية                                           | ت ع م+03:00               | ت ع م+02:00، توقيت شرق أوروبا               |

## منظمات دولية مشتركة
يشترك البلدان في عضوية مجموعة من المنظمات الدولية، منها:
| علم المنظمة | اسم المنظمة                                 | تاريخ انضمام جيبوتي | تاريخ انضمام ليبيا |
| ----------- | ------------------------------------------- | ------------------- | ------------------ |
|             | وكالة ضمان الاستثمار متعدد الأطراف          | 12 يناير 2007       | 5 أبريل 1993       |
|             | الأمم المتحدة                               | 20 سبتمبر 1977      | 14 ديسمبر 1955     |
|             | جامعة الدول العربية                         | 4 سبتمبر 1977       | 28 مارس 1953       |
|             | صندوق النقد العربي                          | ?                   | ?                  |
|             | منظمة التعاون الإسلامي                      | ?                   | ?                  |
|             | منظمة حظر الأسلحة الكيميائية                | ?                   | ?                  |
|             | منظمة الشرطة الجنائية الدولية               | ?                   | ?                  |
|             | الاتحاد الأفريقي                            | ?                   | ?                  |
|             | البنك الإفريقي للتنمية                      | ?                   | ?                  |
|             | الصندوق العربي للإنماء الاقتصادي والاجتماعي | ?                   | ?                  |
|             | مؤسسة التنمية الدولية                       | 1 أكتوبر 1980       | 1 أغسطس 1961       |
|             | يونسكو                                      | 31 أغسطس 1989       | 27 يونيو 1953      |
|             | الاتحاد البريدي العالمي                     | ?                   | ?                  |
|             | البنك الدولي للإنشاء والتعمير               | 1 أكتوبر 1980       | 17 سبتمبر 1958     |
|             | الاتحاد الدولي للاتصالات                    | 22 نوفمبر 1977      | 3 فبراير 1953      |
|             | مؤسسة التمويل الدولية                       | 1 أكتوبر 1980       | 18 سبتمبر 1958     |

## وصلات خارجية
- موقع وزارة الخارجية الليبية